# Прем'єр-ліга (Україна)
Прем'є́р-лі́га, у минулому Ви́ща лі́га — перша за рангом футбольна ліга в Україні. Змагання ліги проводяться під патронатом однойменної організації.
У сезонах 2015/16 та 2016/17 титульним спонсором Прем'єр-ліги була букмекерська компанія «Parimatch», турнір мав офіційну назву «Ліга Парі-Матч». У сезонах 2019/20 та 2020/21 титульним спонсором була букмекерська компанія Favbet, змагання офіційно називались «Favbet Ліга». У сезоні 2021/22 та 2022/23 титульним спонсором Прем'єр-ліги стала букмекерська компанія VBET, а змагання отримали назву «VBET Ліга». Цей контракт приносить УПЛ від 3 до 5 мільйонів євро за сезон.
У сезоні 2024/25 у змаганні беруть участь 16 команд.

## Призери та найкращі бомбардири Прем'єр-ліги
Гравців та тренерів команд, що за підсумками турніру посідають перші три місця, нагороджують медалями.
| Сезон        | К | К | Т  | Чемпіон         | 2-ге місце       | 3-тє місце        | Г. | Найкращий бомбардир                                | Примітки             |
| Вища ліга    |   |   |    |                 |                  |                   |    |                                                    |                      |
| 1992         |   |   | 1  | «Таврія»        | «Динамо»         | «Дніпро»          | 12 | Юрій Гудименко («Таврія»)                          | 2 групи по 10 клубів |
| 1992-93      |   |   | 1  | «Динамо»        | «Дніпро»         | «Чорноморець»     | 17 | Сергій Гусєв («Чорноморець»)                       | 16 клубів            |
| 1993-94      |   |   | 2  | «Динамо»        | «Шахтар»         | «Чорноморець»     | 18 | Тимерлан Гусейнов («Чорноморець»)                  | 18 клубів            |
| 1994-95      |   |   | 3  | «Динамо»        | «Чорноморець»    | «Дніпро»          | 21 | Арсен Аваков («Торпедо»)                           | 18 клубів            |
| 1995-96      |   |   | 4  | «Динамо»        | «Чорноморець»    | «Дніпро»          | 20 | Тимерлан Гусейнов («Чорноморець»)                  | 18 клубів            |
| 1996-97      |   |   | 5  | «Динамо»        | «Шахтар»         | «Ворскла»         | 21 | Олег Матвєєв («Шахтар»)                            | 16 клубів            |
| 1997-98      |   |   | 6  | «Динамо»        | «Шахтар»         | «Карпати»         | 22 | Сергій Ребров («Динамо»)                           | 16 клубів            |
| 1998-99      |   |   | 7  | «Динамо»        | «Шахтар»         | «Кривбас»         | 18 | Андрій Шевченко («Динамо»)                         | 16 клубів            |
| 1999-00      |   |   | 8  | «Динамо»        | «Шахтар»         | «Кривбас»         | 20 | Максим Шацьких («Динамо»)                          | 16 клубів            |
| 2000-01      |   |   | 9  | «Динамо»        | «Шахтар»         | «Дніпро»          | 21 | Андрій Воробей («Шахтар»)                          | 14 клубів            |
| 2001-02      |   |   | 1  | «Шахтар»        | «Динамо»         | «Металург» Д      | 12 | Сергій Шищенко («Металург» Д)                      | 14 клубів            |
| 2002-03      |   |   | 10 | «Динамо»        | «Шахтар»         | «Металург» Д      | 22 | Максим Шацьких («Динамо»)                          | 16 клубів            |
| 2003-04      |   |   | 11 | «Динамо»        | «Шахтар»         | «Дніпро»          | 18 | Георгій Деметрадзе («Металург» Д)                  | 16 клубів            |
| 2004-05      |   |   | 2  | «Шахтар»        | «Динамо»         | «Металург» Д      | 14 | Олександр Косирін («Чорноморець»)                  | 16 клубів            |
| 2005-06      |   |   | 3  | «Шахтар»        | «Динамо»         | «Чорноморець»     | 15 | Брандау («Шахтар») Еммануель Окодува («Арсенал»)   | 16 клубів            |
| 2006-07      |   |   | 12 | «Динамо»        | «Шахтар»         | «Металіст»        | 13 | Олександр Гладкий («ФК Харків»)                    | 16 клубів            |
| 2007-08      |   |   | 4  | «Шахтар»        | «Динамо»         | «Металіст»        | 19 | Марко Девич («Металіст»)                           | 16 клубів            |
| Прем'єр-ліга |   |   |    |                 |                  |                   |    |                                                    |                      |
| 2008-09      |   |   | 13 | «Динамо»        | «Шахтар»         | «Металіст»        | 17 | Олександр Ковпак («Таврія»)                        | 16 клубів            |
| 2009-10      |   |   | 5  | «Шахтар»        | «Динамо»         | «Металіст»        | 17 | Артем Мілевський («Динамо»)                        | 16 клубів            |
| 2010-11      |   |   | 6  | «Шахтар»        | «Динамо»         | «Металіст»        | 17 | Євген Селезньов («Дніпро»)                         | 16 клубів            |
| 2011-12      |   |   | 7  | «Шахтар»        | «Динамо»         | «Металіст»        | 14 | Євген Селезньов («Шахтар») Майкон («Волинь»)       | 16 клубів            |
| 2012-13      |   |   | 8  | «Шахтар»        | «Металіст»       | «Динамо»          | 25 | Генріх Мхітарян («Шахтар»)                         | 16 клубів            |
| 2013-14      |   |   | 9  | «Шахтар»        | «Дніпро»         | «Металіст»        | 20 | Луїс Адріану («Шахтар»)                            | 16 клубів            |
| 2014-15      |   |   | 14 | «Динамо»        | «Шахтар»         | «Дніпро»          | 17 | Алекс Тейшейра («Шахтар») Ерік Бікфалві («Волинь») | 14 клубів            |
| 2015-16      |   |   | 15 | «Динамо»        | «Шахтар»         | «Дніпро»          | 22 | Алекс Тейшейра («Шахтар»)                          | 14 клубів            |
| 2016-17      |   |   | 10 | «Шахтар»        | «Динамо»         | «Зоря»            | 15 | Андрій Ярмоленко («Динамо»)                        | 12 клубів            |
| 2017-18      |   |   | 11 | «Шахтар»        | «Динамо»         | «Ворскла»         | 21 | Факундо Феррейра («Шахтар»)                        | 12 клубів            |
| 2018-19      |   |   | 12 | «Шахтар»        | «Динамо»         | ФК «Олександрія»  | 19 | Жуніор Мораес («Шахтар»)                           | 12 клубів            |
| 2019-20      |   |   | 13 | «Шахтар»        | «Динамо»         | «Зоря»            | 20 | Жуніор Мораес («Шахтар»)                           | 12 клубів            |
| 2020-21      |   |   | 16 | «Динамо»        | «Шахтар»         | «Зоря»            | 15 | Владислав Кулач («Ворскла»)                        | 14 клубів            |
| 2021-22      |   |   |    | «Шахтар» – 1 м. | «Динамо» – 2 м.  | «Дніпро-1» – 3 м. | 14 | Артем Довбик («Дніпро-1»)                          | 16 клубів            |
| 2022-23      |   |   | 14 | «Шахтар»        | «Дніпро-1»       | «Зоря»            | 24 | Артем Довбик («Дніпро-1»)                          | 16 клубів            |
| 2023-24      |   |   | 15 | «Шахтар»        | «Динамо»         | «Кривбас»         | 14 | Владислав Ванат («Динамо»)                         | 16 клубів            |
| 2024-25      |   |   | 17 | «Динамо»        | ФК «Олександрія» | «Шахтар»          | 17 | Владислав Ванат («Динамо»)                         | 16 клубів            |

## Статистика за історію

### Найуспішніші клуби
| Клуб                   | Чемпіон | 2-е місце | 3-є місце | Переможні сезони |
| ---------------------- | ------- | --------- | --------- | --- |
| «Динамо» (Київ)        | 17      | 13        | 1         | 1992-93, 1993-94, 1994-95, 1995-96, 1996-97, 1997-98, 1998-99, 1999-00, 2000-01, 2002-03, 2003-04, 2006-07, 2008-09, 2014-15, 2015-16, 2020-21, 2024-25 |
| «Шахтар» (Донецьк)     | 15      | 13        | 1         | 2001-02, 2004-05, 2005-06, 2007-08, 2009-10, 2010-11, 2011-12, 2012-13, 2013-14, 2016-17, 2017-18, 2018-19, 2019-20, 2022-23, 2023-24                   |
| «Таврія» (Сімферополь) | 1       | 0         | 0         | 1992 |
| «Дніпро» (Дніпро)      | 0       | 2         | 7         | |
| «Чорноморець» (Одеса)  | 0       | 2         | 3         | |
| «Металіст» (Харків)    | 0       | 1         | 6         | |
| «Олександрія»          | 0       | 1         | 1         | |
| «Дніпро-1»             | 0       | 1         | 0         | |
| «Зоря» (Луганськ)      | 0       | 0         | 4         | |
| «Металург» (Донецьк)   | 0       | 0         | 3         | |
| «Кривбас»              | 0       | 0         | 3         | |
| «Ворскла»              | 0       | 0         | 2         | |
| «Карпати» (Львів)      | 0       | 0         | 1         | |

### Найкращі бомбардири
Інформація станом на 18 травня 2025 року. Гравці, виділені жирним шрифтом, продовжують виступати у Прем'єр-лізі.
| Місце | Гравець | Голи | Матчі | Коеф. результативності |
| ----- | --- | ---- | ----- | ---------------------- |
| 1     | Максим Шацьких «Динамо» (97), «Арсенал» К (22), «Чорноморець» (0), «Говерла» (5)                                                            | 124  | 341   | 0,36                   |
| 2     | Сергій Ребров «Шахтар» Д (10), «Динамо» (113)                                                                                               | 123  | 261   | 0,47                   |
| 3     | Євген Селезньов «Арсенал» К (19), «Шахтар» Д (24), «Дніпро» Д (68), «Колос» К (5), «Минай» (1)                                              | 117  | 257   | 0,46                   |
| 4     | Андрій Ярмоленко «Динамо» (114) | 114  | 264   | 0,43                   |
| 5     | Андрій Воробей «Шахтар» Д (80), «Дніпро» Д (12), «Арсенал» К (9), «Металіст» (4)                                                            | 105  | 315   | 0,33                   |
| 6     | Жуніор Мораєс «Металург» Д (35), «Динамо» (22), «Шахтар» Д (46)                                                                             | 103  | 189   | 0,54                   |
| 7     | Олександр Гладкий «Металіст» (1), «Харків» (14), «Шахтар» Д (42), «Дніпро» Д (2), «Карпати» (24), «Чорноморець» (3), «Зоря» (14)            | 99   | 359   | 0,28                   |
| 8     | Олександр Гайдаш «Таврія» (85), «Металург» М (10)                                                                                           | 95   | 259   | 0,37                   |
| 9-10  | Марко Девич «Волинь» (2), «Металіст» (84), «Шахтар» Д (4)                                                                                   | 90   | 219   | 0,41                   |
| 9-10  | Сергій Мізін «Динамо» (16), «Дніпро» Д (6), «Чорноморець» (2), ЦСКА К (10), «Карпати» (25), «Кривбас» (7), «Металіст» (8), «Арсенал» К (14) | 90   | 342   | 0,26                   |

### Ювілейні голи чемпіонату
| Гол      | Дата              | Гравець           | Команда                    |
| -------- | ----------------- | ----------------- | -------------------------- |
| 1-й      | 6 березня 1992    | Анатолій Мущинка  | «Карпати» (Львів)          |
| 1 000-й  | 14 серпня 1993    | Олег Матвєєв      | «Шахтар» (Донецьк)         |
| 2 000-й  | 8 листопада 1994  | Сергій Коновалов  | «Дніпро» (Дніпропетровськ) |
| 3 000-й  | 6 травня 1996     | Володимир Мозолюк | «Волинь» (Луцьк)           |
| 4 000-й  | 1 вересня 1997    | Сергій Ребров     | «Динамо» (Київ)            |
| 5 000-й  | 17 червня 1999    | Андрій Головко    | «Ворскла» (Полтава)        |
| 6 000-й  | 15 квітня 2001    | Олександр Головко | «Динамо» (Київ)            |
| 7 000-й  | 11 травня 2003    | Олександр Рикун   | «Іллічівець» (Маріуполь)   |
| 8 000-й  | 6 березня 2005    | Максим Шацьких    | «Динамо» (Київ)            |
| 9 000-й  | 12 листопада 2006 | Сергій Назаренко  | «Дніпро» (Дніпропетровськ) |
| 10 000-й | 3 жовтня 2008     | Руслан Ротань     | «Дніпро» (Дніпропетровськ) |
| 11 000-й | 9 липня 2010      | Андрій Шевченко   | «Динамо» (Київ)            |
| 12 000-й | 11 грудня 2011    | Луїс Адріану      | «Шахтар» (Донецьк)         |
| 13 000-й | 15 вересня 2013   | Дам'єн Ле Таллек  | «Говерла» (Ужгород)        |
| 14 000-й | 11 вересня 2015   | Алекс Тейшейра    | «Шахтар» (Донецьк)         |
| 15 000-й | 5 листопада 2017  | Максим Луньов     | «Зоря» (Луганськ)          |
| 16 000-й | 15 грудня 2019    | Максим Третьяков  | «Олександрія»              |
| 17 000-й | 7 листопада 2021  | Микола Матвієнко  | «Шахтар» (Донецьк)         |
| 18 000-й | 25 лютого 2024    | Гітіс Паулаускас  | «Колос»                    |

### Гвардійці
Інформація станом на 8 грудня 2024 року. Гравці, виділені жирним шрифтом, продовжують виступати у Прем'єр-лізі.
| Місце | Гравець               | Матчі |
| ----- | --------------------- | ----- |
| 1     | Олександр Шовковський | 426   |
| 2     | Олег Шелаєв           | 412   |
| 3     | В'ячеслав Чечер       | 410   |
| 4     | Олександр Чижевський  | 400   |
| 5     | Олександр Горяїнов    | 391   |
| 6     | Руслан Ротань         | 375   |
| 7     | Сергій Назаренко      | 373   |
| 8     | Тарас Степаненко      | 370   |
| 9     | Сергій Шищенко        | 363   |
| 10-11 | Руслан Костишин       | 359   |
| 11-11 | Олександр Гладкий     | 359   |

### Воротарі з найбільшою кількістю «сухих» матчів
Інформація станом на 8 грудня 2024 року. Гравці, виділені жирним шрифтом, продовжують виступати у Прем'єр-лізі.
| Місце | Гравець               | Матчі |
| ----- | --------------------- | ----- |
| 1     | Олександр Шовковський | 233   |
| 2     | Андрій Пятов          | 174   |
| 3     | Олександр Горяїнов    | 151   |
| 4     | Віталій Рева          | 128   |
| 5     | Дмитро Шутков         | 122   |
| 6     | Сергій Долганський    | 96    |
| 7     | Ігор Шуховцев         | 94    |
| 8     | Микола Медін          | 91    |
| 9     | В'ячеслав Кернозенко  | 86    |
| 10    | Юрій Вірт             | 82    |
| 10    | Андрій Нікітін        | 82    |

### Найстаріші футболісти
| #  | Вік                 | Гравець               | Дата народження   | Останній матч     | Клуб                  |
| -- | ------------------- | --------------------- | ----------------- | ----------------- | --------------------- |
| 1  | 42 роки 253 дні     | Владислав Гельзін     | 27 серпня 1973    | 8 травня 2016     | «Олімпік» (Донецьк)   |
| 2  | 41 рік 10 місяців   | Ігор Шуховцев         | 13 липня 1971     | 26 травня 2013    | «Металіст» (Харків)   |
| 3  | 41 рік 259 днів     | Олександр Шовковський | 2 січня 1975      | 18 вересня 2016   | «Динамо» (Київ)       |
| 4  | 41 рік 5 місяців    | Іван Шарій            | 24 листопада 1957 | 18 травня 1999    | «Ворскла» (Полтава)   |
| 5  | 40 років 10 місяців | Ігор Біскуп           | 11 серпня 1960    | 10 червня 2001    | «Нива» (Тернопіль)    |
| 6  | 39 років 10 місяців | Олег Федюков          | 13 грудня 1963    | 9 листопада 2003  | «Волинь» (Луцьк)      |
| 7  | 39 років 7 місяців  | Сергій Кравченко      | 24 квітня 1983    | 25 листопада 2022 | «Чорноморець» (Одеса) |
| 8  | 39 років 4 місяці   | Олександр Горяїнов    | 29 червня 1975    | 9 листопада 2014  | «Металіст» (Харків)   |
| 9  | 39 років 2 місяці   | Андрій Гітченко       | 2 жовтня 1984     | 8 грудня 2023     | «Полісся» (Житомир)   |
| 10 | 38 років 11 місяців | Андрій Пятов          | 28 червня 1984    | 4 червня 2023     | «Шахтар» (Донецьк)    |

### Наймолодші футболісти[16]
Станом на 8 серпня 2025 року.
| #  | Вік               | Гравець            | Дата народження   | Перший матч      | Клуб           |
| -- | ----------------- | ------------------ | ----------------- | ---------------- | -------------- |
| 1  | 15 років 17 днів  | Олег Дзюринець     | 23 липня 2010     | 8 серпня 2025    | «Рух»          |
| 2  | 15 років 159 днів | Кирило Дігтярь     | 25 листопада 2007 | 3 травня 2023    | «Металіст»     |
| 3  | 15 років 186 днів | Юрій Фенін         | 28 березня 1977   | 4 листопада 1992 | «Таврія»       |
| 4  | 15 років 290 днів | Володимир Гапон    | 3 серпня 1979     | 20 травня 1995   | «Волинь»       |
| 5  | 15 років 314 днів | Сергій Коврижкін   | 2 липня 1979      | 12 травня 1995   | «Таврія»       |
| 6  | 15 років 329 днів | Олексій Телятников | 21 жовтня 1980    | 15 вересня 1996  | «Торпедо» (З)  |
| 7  | 16 років 34 дні   | Сергій Перхун      | 4 вересня 1977    | 8 жовтня 1993    | «Дніпро»       |
| 8  | 16 років 39 днів  | Віталій Іванко     | 9 квітня 1992     | 18 травня 2008   | «Металург» (Д) |
| 9  | 16 років 63 дні   | Мухаммад Джурабаєв | 4 лютого 2008     | 7 квітня 2024    | «Рух»          |
| 10 | 16 років 75 днів  | Іван Малімон       | 24 липня 1978     | 7 жовтня 1994    | «Темп»         |

### Найстаріші автори голів
| #  | Вік               | Гравець            | Дата голу         | Матч                                                          | Клуб                             |
| -- | ----------------- | ------------------ | ----------------- | ------------------------------------------------------------- | -------------------------------- |
| 1  | 41 рік 87 днів    | Владислав Гельзін  | 22 листопада 2014 | «Олімпік» (Донецьк) — «Іллічівець» (Маріуполь) 3:2            | «Олімпік» (Донецьк)              |
| 2  | 40 років 287 днів | Іван Шарій         | 7 вересня 1998    | «Ворскла» (Полтава) — «Таврія» (Сімферополь) 2:2              | «Ворскла» (Полтава)              |
| 3  | 39 років 309 днів | Ігор Біскуп        | 16 червня 2000    | «Нива» (Тернопіль) — «Чорноморець» (Одеса) 3:1                | «Нива» (Тернопіль)               |
| 4  | 38 років 232 дні  | Сергій Кравченко   | 12 грудня 2021    | «Чорноморець» (Одеса) — «Металіст 1925» (Харків) 2:1          | «Чорноморець» (Одеса)            |
| 5  | 38 років 100 днів | Таріел Капанадзе   | 11 березня 2001   | «Нива» (Тернопіль) — ЦСКА (Київ) 1:3                          | «Нива» (Тернопіль)               |
| 6  | 37 років 325 днів | Автанділ Капанадзе | 21 жовтня 2000    | «Нива» (Тернопіль) — «Металург» (Донецьк) 2:3                 | «Нива» (Тернопіль)               |
| 7  | 37 років 241 день | Віктор Смігунов    | 25 вересня 1999   | «Таврія» (Сімферополь) — «Металург» (Донецьк) 1:1             | «Таврія» (Сімферополь)           |
| 8  | 37 років 90 днів  | Ігор Яворський     | 7 вересня 1996    | «Нива» (Тернопіль) — «Торпедо» (Запоріжжя) 2:1                | «Нива» (Тернопіль)               |
| 9  | 37 років 57 днів  | Ігор Юрченко       | 31 серпня 1997    | «Прикарпаття» (Івано-Франківськ) — «Металург» (Запоріжжя) 2:2 | «Прикарпаття» (Івано-Франківськ) |
| 10 | 37 років 24 дні   | Леонід Гайдаржи    | 13 червня 1996    | «Зоря» (Луганськ) — «Нива» (Вінниця) 0:1                      | «Нива» (Вінниця)                 |

### Наймолодші автори голів
| # | Вік               | Гравець          | Дата            | Матч                                               |
| - | ----------------- | ---------------- | --------------- | -------------------------------------------------- |
| 1 | 16 років 231 день | Василь Демидяк   | 10 вересня 1994 | «Нива» (Тернопіль) — «Таврія» (Сімферополь) 2:3    |
| 2 | 16 років 238 днів | Микола Шапаренко | 30 травня 2015  | «Іллічівець» (Маріуполь) — «Олімпік» (Донецьк) 4:1 |
| 3 | 16 років 310 днів | Юрій Слабишев    | 11 серпня 1996  | «Торпедо» (Запоріжжя) — «Кремінь» (Кременчук) 1:1  |
| 4 | 17 років 30 днів  | Іван Павлюх      | 11 вересня 1993 | «Карпати» (Львів) — «Зоря» (Луганськ) 1:0          |
| 5 | 17 років 62 дні   | Анатолій Тимощук | 31 травня 1996  | «Волинь» (Луцьк) — «Нива» (Тернопіль) 2:1          |

### Найстаріші чемпіони України
| # | Вік              | Гравець               | Сезон     | Клуб               |
| - | ---------------- | --------------------- | --------- | ------------------ |
| 1 | 41 рік 148 днів  | Олександр Шовковський | 2015/2016 | «Динамо» (Київ)    |
| 2 | 36 років 9 днів  | Дмитро Шутков         | 2007/2008 | «Шахтар» (Донецьк) |
| 3 | 34 роки 363 дні  | В'ячеслав Шевчук      | 2013/2014 | «Шахтар» (Донецьк) |
| 4 | 34 роки 300 днів | Тарас Степаненко      | 2023/2024 | «Шахтар» (Донецьк) |
| 4 | 34 років 144 дні | Олександр Шовковський | 2008/2009 | «Динамо» (Київ)    |
| 5 | 33 роки 363 дні  | В'ячеслав Шевчук      | 2012/2013 | «Шахтар» (Донецьк) |

### Гравці з найбільшою кількістю переможних м'ячів
Станом на 8 грудня 2024 року
| #   | Гравець           | К-ть переможних голів |
| --- | ----------------- | --------------------- |
| 1   | Андрій Ярмоленко  | 48                    |
| 2-3 | Сергій Ребров     | 39                    |
| 3-3 | Максим Шацьких    | 39                    |
| 4   | Євген Селезньов   | 37                    |
| 5   | Жуніор Мораес     | 36                    |
| 6   | Марко Девич       | 35                    |
| 7   | Тимерлан Гусейнов | 31                    |
| 8   | Олександр Гайдаш  | 30                    |
| 9   | Сергій Ателькін   | 28                    |
| 10  | Андрій Воробей    | 27                    |

### Гравці, що найчастіше виходили на заміну за сезон
| #   | Матчі | Гравець           | Сезон     | Клуб                   |
| --- | ----- | ----------------- | --------- | ---------------------- |
| 1   | 20    | Анатолій Діденко  | 2013/2014 | «Чорноморець» (Одеса)  |
| 2-3 | 16    | Андрій Головко    | 1996/1997 | «Дніпро» (Дніпро)      |
| 2-3 | 16    | Сергій Артюх      | 2006/2007 | «Ворскла» (Полтава)    |
| 4   | 14    | Юрій Богданов     | 1999/2000 | «Зірка» (Кіровоград)   |
| 5-8 | 13    | Сергій Косілов    | 2000/2001 | «Дніпро» (Дніпро)      |
| 5-8 | 13    | Сергій Третяк     | 2005/2006 | «Сталь» (Алчевськ)     |
| 5-8 | 13    | Руслан Гілазєв    | 2006/2007 | «Чорноморець» (Одеса)  |
| 5-8 | 13    | Володимир Коробка | 2010/2011 | «Таврія» (Сімферополь) |

### Відвідування
Відвідуваність матчів вищої ліги (прем'єр-ліги), середня кількість глядачів на грі впродовж сезону:

### Вартість Прем'єр-ліги по сезонах
Сукупня вартість гравців Прем'єр-ліги за даними порталу Transfermarkt, млн євро:

### Топ-5 найдорожчих трансферів з УПЛ
| # | Вартість | Гравець        | Країна   | Рік  | Звідки             | Куди                |
| - | -------- | -------------- | -------- | ---- | ------------------ | ------------------- |
| 1 | €70 млн  | Михайло Мудрик | Україна  | 2023 | «Шахтар» (Донецьк) | «Челсі»             |
| 2 | €59 млн  | Фред           | Бразилія | 2018 | «Шахтар» (Донецьк) | «Манчестер Юнайтед» |
| 3 | €50 млн  | Алекс Тейшейра | Бразилія | 2016 | «Шахтар» (Донецьк) | «Цзянсу Сунін»      |
| 4 | €40 млн  | Фернандінью    | Бразилія | 2013 | «Шахтар» (Донецьк) | «Манчестер Сіті»    |
| 5 | €35 млн  | Вілліан        | Бразилія | 2013 | «Шахтар» (Донецьк) | «Анжи»              |

### Топ-5 найдорожчих трансферів в УПЛ
| #  | Вартість  | Гравець            | Країна   | Рік  | Звідки             | Куди               |
| -- | --------- | ------------------ | -------- | ---- | ------------------ | ------------------ |
| 1  | €25 млн   | Бернард            | Бразилія | 2013 | «Атлетіку Мінейру» | «Шахтар» (Донецьк) |
| 2  | €18 млн   | Педріньйо          | Бразилія | 2021 | «Бенфіка»          | «Шахтар» (Донецьк) |
| 3  | €17 млн   | Кауан Еліас        | Бразилія | 2025 | «Флуміненсе»       | «Шахтар» (Донецьк) |
| 4  | €15,2 млн | Тайсон             | Бразилія | 2013 | «Металіст»         | «Шахтар» (Донецьк) |
| 5= | €15 млн   | Тете               | Бразилія | 2019 | «Греміо»           | «Шахтар» (Донецьк) |
| 5= | €15 млн   | Фред               | Бразилія | 2013 | «Інтернасьйонал»   | «Шахтар» (Донецьк) |
| 5= | €15 млн   | Дмитро Чигринський | Україна  | 2010 | «Барселона»        | «Шахтар» (Донецьк) |
| 5= | €15 млн   | Нері Кастільйо     | Мексика  | 2007 | «Олімпіакос»       | «Шахтар» (Донецьк) |

### Арбітри з найбільшою кількістю ігор
Арбітри, які провели не менше 100 ігор у Чемпіонатах України. Інформація станом на 5 грудня 2024 року.
| Місце | Суддя               | Місто             | Сезони             | Матчі |
| ----- | ------------------- | ----------------- | ------------------ | ----- |
| 1     | Сергій Шебек        | Київ              | 1992/93 — 2008/09  | 226   |
| 2     | Віталій Годулян     | Одеса             | 1997/98 — 2013/14  | 202   |
| 3     | Василь Мельничук    | Сімферополь       | 1992 (в) — 2005/06 | 190   |
| 4     | Ігор Іщенко         | Київ/Хмельницький | 1995/96 — 2011/12  | 186   |
| 5     | Ігор Ярменчук       | Київ              | 1992 (в) — 2005/06 | 168   |
| 6     | Віталій Романов     | Дніпро            | 2011/12 — донині   | 150   |
| 7     | Андрій Шандор       | Львів             | 1999/00 — 2011/12  | 150   |
| 8     | Анатолій Абдула     | Харків            | 2008/09 — 2022/23  | 146   |
| 9     | Олександр Дердо     | Чорноморськ       | 2007/08 — 2022/23  | 142   |
| 10    | Валерій Онуфер      | Ужгород           | 1992 (в) — 2002/03 | 141   |
| 11-12 | Євгеній Арановський | Київ              | 2010/11 — 2022/23  | 139   |
| 11-12 | Ярослав Козик       | Мукачево          | 2011/12 — 2023/24  | 139   |
| 13    | Сергій Татулян      | Київ              | 1992 (в) — 2001/02 | 138   |
| 14    | Юрій Можаровський   | Львів             | 2006/07 — 2020/21  | 137   |
| 15    | Сергій Дзюба        | Київ              | 1992/93 — 2004/05  | 136   |
| 16-17 | Ігор Хіблін         | Хмельницький      | 1992 (в) — 2003/04 | 134   |
| 16-17 | Анатолій Жосан      | Херсон            | 1996/97 — 2007/08  | 134   |
| 18    | Сергій Бойко        | Іванків           | 2009/10 — 2021/22  | 127   |
| 19    | Вадим Шевченко      | Київ              | 1992 (в) — 2002/03 | 126   |
| 20    | Євген Абросимов     | Одеса             | 1999/00 — 2009/10  | 121   |
| 21    | Віктор Швецов       | Одеса             | 2005/06 — 2014/15  | 113   |
| 22-24 | Олег Зубарєв        | Слов'янськ        | 2001/02 — 2010/11  | 104   |
| 22-24 | Сергій Березка      | Київ              | 2001/02 — 2017/18  | 104   |
| 22-24 | Дмитро Кутаков      | Бровари           | 2010/11 — 2020/21  | 104   |
| 25    | Юрій Мосейчук       | Чернівці          | 2004/05 — 2015/16  | 100   |

### Головні тренери
| Місце                    | Ім'я              | Ігор |
| ------------------------ | ----------------- | ---- |
| 1                        | Мирон Маркевич    | 622  |
| 2                        | Микола Павлов     | 549  |
| 3                        | Мірча Луческу     | 432  |
| 4                        | Віталій Кварцяний | 340  |
| 5                        | Валерій Яремченко | 297  |
| 6                        | Михайло Фоменко   | 293  |
| 7                        | Юрій Вернидуб     | 279  |
| 8                        | Олег Таран        | 273  |
| 9                        | Володимир Шаран   | 265  |
| 8                        | Семен Альтман     | 257  |
| 10                       | В'ячеслав Грозний | 223  |
| Станом на 26 травня 2024 |                   |      |

| Місце                             | Ім'я                  | Клуб(и)                                    |   |   |   |
| --------------------------------- | --------------------- | ------------------------------------------ | - | - | - |
| 1                                 | Мірча Луческу         | «Шахтар» (Донецьк) (8) «Динамо» (Київ) (1) | 9 | 4 | — |
| 2                                 | Валерій Лобановський  | «Динамо» (Київ)                            | 5 | 1 | — |
| 3                                 | Паулу Фонсека         | «Шахтар» (Донецьк)                         | 3 | — | — |
| 4                                 | Йожеф Сабо            | «Динамо» (Київ)                            | 2 | 1 | — |
| 4                                 | Сергій Ребров         | «Динамо» (Київ)                            | 2 | 1 | — |
| 5                                 | Олексій Михайличенко  | «Динамо» (Київ)                            | 2 | 1 | — |
| 6                                 | Юрій Сьомін           | «Динамо» (Київ)                            | 1 | 3 | — |
| 7                                 | Микола Павлов         | «Динамо» (Київ) (1) «Дніпро»               | 1 | 1 | 1 |
| 8                                 | Анатолій Дем'яненко   | «Динамо» (Київ)                            | 1 | 1 | — |
| 8                                 | Луїш Каштру           | «Шахтар» (Донецьк)                         | 1 | 1 | — |
| 8                                 | Олександр Шовковський | «Динамо» (Київ)                            | 1 | 1 | — |
| 11                                | Маріно Пушич          | «Шахтар» (Донецьк)                         | 1 | — | 1 |
| 12                                | Анатолій Заяєв        | «Таврія» (Сімферополь)                     | 1 | — | — |
| 12                                | Михайло Фоменко       | «Динамо» (Київ)                            | 1 | — | — |
| 12                                | Невіо Скала           | «Шахтар» (Донецьк)                         | 1 | — | — |
| 12                                | Ігор Йовичевич        | «Шахтар» (Донецьк)                         | 1 | — | — |
| Станом на кінець сезону 2024/2025 |                       |                                            |   |   |   |

Головний тренер донецького «Шахтаря» Мірча Луческу встановив рекорд за кількістю перемог в українській Прем'єр-лізі, перевершивши досягнення легендарного радянського і українського тренера Валерія Лобановського. Також варто згадати Мирона Маркевича, який є рекордсменом чемпіонату за кількістю ігор, проведених на посаді головного тренера, однак не виграв жодного чемпіонства, а також Миколу Павлова, який посідає другу сходинку за цим показником і, все ж, зумів виграти одне чемпіонство з «Динамо».
Жирним виділено головних тренерів, що продовжують працювати в чемпіонаті.

### Досягнення учасників
| Місця, які команди посіли в чемпіонатах. Інформація станом на кінець сезону 2024/25. | Місця, які команди посіли в чемпіонатах. Інформація станом на кінець сезону 2024/25. | Місця, які команди посіли в чемпіонатах. Інформація станом на кінець сезону 2024/25. | Місця, які команди посіли в чемпіонатах. Інформація станом на кінець сезону 2024/25. | Місця, які команди посіли в чемпіонатах. Інформація станом на кінець сезону 2024/25. | Місця, які команди посіли в чемпіонатах. Інформація станом на кінець сезону 2024/25. | Місця, які команди посіли в чемпіонатах. Інформація станом на кінець сезону 2024/25. | Місця, які команди посіли в чемпіонатах. Інформація станом на кінець сезону 2024/25. | Місця, які команди посіли в чемпіонатах. Інформація станом на кінець сезону 2024/25. | Місця, які команди посіли в чемпіонатах. Інформація станом на кінець сезону 2024/25. | Місця, які команди посіли в чемпіонатах. Інформація станом на кінець сезону 2024/25. | Місця, які команди посіли в чемпіонатах. Інформація станом на кінець сезону 2024/25. | Місця, які команди посіли в чемпіонатах. Інформація станом на кінець сезону 2024/25. | Місця, які команди посіли в чемпіонатах. Інформація станом на кінець сезону 2024/25. | Місця, які команди посіли в чемпіонатах. Інформація станом на кінець сезону 2024/25. | Місця, які команди посіли в чемпіонатах. Інформація станом на кінець сезону 2024/25. | Місця, які команди посіли в чемпіонатах. Інформація станом на кінець сезону 2024/25. | Місця, які команди посіли в чемпіонатах. Інформація станом на кінець сезону 2024/25. | Місця, які команди посіли в чемпіонатах. Інформація станом на кінець сезону 2024/25. | Місця, які команди посіли в чемпіонатах. Інформація станом на кінець сезону 2024/25. | Місця, які команди посіли в чемпіонатах. Інформація станом на кінець сезону 2024/25. | Місця, які команди посіли в чемпіонатах. Інформація станом на кінець сезону 2024/25. | Місця, які команди посіли в чемпіонатах. Інформація станом на кінець сезону 2024/25. | Місця, які команди посіли в чемпіонатах. Інформація станом на кінець сезону 2024/25. | Місця, які команди посіли в чемпіонатах. Інформація станом на кінець сезону 2024/25. | Місця, які команди посіли в чемпіонатах. Інформація станом на кінець сезону 2024/25. | Місця, які команди посіли в чемпіонатах. Інформація станом на кінець сезону 2024/25. | Місця, які команди посіли в чемпіонатах. Інформація станом на кінець сезону 2024/25. | Місця, які команди посіли в чемпіонатах. Інформація станом на кінець сезону 2024/25. | Місця, які команди посіли в чемпіонатах. Інформація станом на кінець сезону 2024/25. | Місця, які команди посіли в чемпіонатах. Інформація станом на кінець сезону 2024/25. | Місця, які команди посіли в чемпіонатах. Інформація станом на кінець сезону 2024/25. | Місця, які команди посіли в чемпіонатах. Інформація станом на кінець сезону 2024/25. | Місця, які команди посіли в чемпіонатах. Інформація станом на кінець сезону 2024/25. | Місця, які команди посіли в чемпіонатах. Інформація станом на кінець сезону 2024/25. |
| Команда                                                                              | 1992                                                                                 | 92/93                                                                                | 93/94                                                                                | 94/95                                                                                | 95/96                                                                                | 96/97                                                                                | 97/98                                                                                | 98/99                                                                                | 99/00                                                                                | 00/01                                                                                | 01/02                                                                                | 02/03                                                                                | 03/04                                                                                | 04/05                                                                                | 05/06                                                                                | 06/07                                                                                | 07/08                                                                                | 08/09                                                                                | 09/10                                                                                | 10/11                                                                                | 11/12                                                                                | 12/13                                                                                | 13/14                                                                                | 14/15                                                                                | 15/16                                                                                | 16/17                                                                                | 17/18                                                                                | 18/19                                                                                | 19/20                                                                                | 20/21                                                                                | 21/22                                                                                | 22/23                                                                                | 23/24                                                                                | 24/25                                                                                |
| ------------------------------------------------------------------------------------ | ------------------------------------------------------------------------------------ | ------------------------------------------------------------------------------------ | ------------------------------------------------------------------------------------ | ------------------------------------------------------------------------------------ | ------------------------------------------------------------------------------------ | ------------------------------------------------------------------------------------ | ------------------------------------------------------------------------------------ | ------------------------------------------------------------------------------------ | ------------------------------------------------------------------------------------ | ------------------------------------------------------------------------------------ | ------------------------------------------------------------------------------------ | ------------------------------------------------------------------------------------ | ------------------------------------------------------------------------------------ | ------------------------------------------------------------------------------------ | ------------------------------------------------------------------------------------ | ------------------------------------------------------------------------------------ | ------------------------------------------------------------------------------------ | ------------------------------------------------------------------------------------ | ------------------------------------------------------------------------------------ | ------------------------------------------------------------------------------------ | ------------------------------------------------------------------------------------ | ------------------------------------------------------------------------------------ | ------------------------------------------------------------------------------------ | ------------------------------------------------------------------------------------ | ------------------------------------------------------------------------------------ | ------------------------------------------------------------------------------------ | ------------------------------------------------------------------------------------ | ------------------------------------------------------------------------------------ | ------------------------------------------------------------------------------------ | ------------------------------------------------------------------------------------ | ------------------------------------------------------------------------------------ | ------------------------------------------------------------------------------------ | ------------------------------------------------------------------------------------ | ------------------------------------------------------------------------------------ |
| К-сть команд                                                                         | 20                                                                                   | 16                                                                                   | 18                                                                                   | 18                                                                                   | 18                                                                                   | 16                                                                                   | 16                                                                                   | 16                                                                                   | 16                                                                                   | 14                                                                                   | 14                                                                                   | 16                                                                                   | 16                                                                                   | 16                                                                                   | 16                                                                                   | 16                                                                                   | 16                                                                                   | 16                                                                                   | 16                                                                                   | 16                                                                                   | 16                                                                                   | 16                                                                                   | 16                                                                                   | 14                                                                                   | 14                                                                                   | 12                                                                                   | 12                                                                                   | 12                                                                                   | 12                                                                                   | 14                                                                                   | 16                                                                                   | 16                                                                                   | 16                                                                                   | 16                                                                                   |
| «Арсенал» (Київ)                                                                     |                                                                                      |                                                                                      |                                                                                      |                                                                                      |                                                                                      |                                                                                      |                                                                                      |                                                                                      |                                                                                      |                                                                                      | 12                                                                                   | 5                                                                                    | 9                                                                                    | 9                                                                                    | 12                                                                                   | 14                                                                                   | 6                                                                                    | 11                                                                                   | 7                                                                                    | 9                                                                                    | 5                                                                                    | 8                                                                                    | 16                                                                                   |                                                                                      |                                                                                      |                                                                                      |                                                                                      | 12                                                                                   |                                                                                      |                                                                                      |                                                                                      |                                                                                      |                                                                                      |                                                                                      |
| «Борисфен» (Бориспіль)                                                               |                                                                                      |                                                                                      |                                                                                      |                                                                                      |                                                                                      |                                                                                      |                                                                                      |                                                                                      |                                                                                      |                                                                                      |                                                                                      |                                                                                      | 7                                                                                    | 16                                                                                   |                                                                                      |                                                                                      |                                                                                      |                                                                                      |                                                                                      |                                                                                      |                                                                                      |                                                                                      |                                                                                      |                                                                                      |                                                                                      |                                                                                      |                                                                                      |                                                                                      |                                                                                      |                                                                                      |                                                                                      |                                                                                      |                                                                                      |                                                                                      |
| «Буковина» (Чернівці)                                                                | 10                                                                                   | 12                                                                                   | 17                                                                                   |                                                                                      |                                                                                      |                                                                                      |                                                                                      |                                                                                      |                                                                                      |                                                                                      |                                                                                      |                                                                                      |                                                                                      |                                                                                      |                                                                                      |                                                                                      |                                                                                      |                                                                                      |                                                                                      |                                                                                      |                                                                                      |                                                                                      |                                                                                      |                                                                                      |                                                                                      |                                                                                      |                                                                                      |                                                                                      |                                                                                      |                                                                                      |                                                                                      |                                                                                      |                                                                                      |                                                                                      |
| «Верес» (Рівне)                                                                      |                                                                                      | 16                                                                                   | 11                                                                                   | 18                                                                                   |                                                                                      |                                                                                      |                                                                                      |                                                                                      |                                                                                      |                                                                                      |                                                                                      |                                                                                      |                                                                                      |                                                                                      |                                                                                      |                                                                                      |                                                                                      |                                                                                      |                                                                                      |                                                                                      |                                                                                      |                                                                                      |                                                                                      |                                                                                      |                                                                                      |                                                                                      | 6                                                                                    |                                                                                      |                                                                                      |                                                                                      | 9                                                                                    | 13                                                                                   | 13                                                                                   | 9                                                                                    |
| «Волинь» (Луцьк)                                                                     | 9                                                                                    | 11                                                                                   | 12                                                                                   | 15                                                                                   | 17                                                                                   |                                                                                      |                                                                                      |                                                                                      |                                                                                      |                                                                                      |                                                                                      | 6                                                                                    | 13                                                                                   | 8                                                                                    | 15                                                                                   |                                                                                      |                                                                                      |                                                                                      |                                                                                      | 11                                                                                   | 12                                                                                   | 13                                                                                   | 13                                                                                   | 7                                                                                    | 12                                                                                   | 12                                                                                   |                                                                                      |                                                                                      |                                                                                      |                                                                                      |                                                                                      |                                                                                      |                                                                                      |                                                                                      |
| «Ворскла» (Полтава)                                                                  |                                                                                      |                                                                                      |                                                                                      |                                                                                      |                                                                                      | 3                                                                                    | 5                                                                                    | 10                                                                                   | 4                                                                                    | 12                                                                                   | 11                                                                                   | 11                                                                                   | 14                                                                                   | 14                                                                                   | 10                                                                                   | 13                                                                                   | 8                                                                                    | 5                                                                                    | 10                                                                                   | 6                                                                                    | 8                                                                                    | 12                                                                                   | 8                                                                                    | 5                                                                                    | 5                                                                                    | 7                                                                                    | 3                                                                                    | 7                                                                                    | 10                                                                                   | 5                                                                                    | 5                                                                                    | 5                                                                                    | 9                                                                                    | 13                                                                                   |
| «Говерла» (Ужгород)                                                                  |                                                                                      |                                                                                      |                                                                                      |                                                                                      |                                                                                      |                                                                                      |                                                                                      |                                                                                      |                                                                                      |                                                                                      | 14                                                                                   |                                                                                      |                                                                                      | 12                                                                                   | 16                                                                                   |                                                                                      | 16                                                                                   |                                                                                      | 16                                                                                   |                                                                                      |                                                                                      | 15                                                                                   | 12                                                                                   | 12                                                                                   | 13                                                                                   |                                                                                      |                                                                                      |                                                                                      |                                                                                      |                                                                                      |                                                                                      |                                                                                      |                                                                                      |                                                                                      |
| «Десна» (Чернігів)                                                                   |                                                                                      |                                                                                      |                                                                                      |                                                                                      |                                                                                      |                                                                                      |                                                                                      |                                                                                      |                                                                                      |                                                                                      |                                                                                      |                                                                                      |                                                                                      |                                                                                      |                                                                                      |                                                                                      |                                                                                      |                                                                                      |                                                                                      |                                                                                      |                                                                                      |                                                                                      |                                                                                      |                                                                                      |                                                                                      |                                                                                      |                                                                                      | 8                                                                                    | 4                                                                                    | 6                                                                                    | 7                                                                                    |                                                                                      |                                                                                      |                                                                                      |
| «Динамо» (Київ)                                                                      | 2                                                                                    | 1                                                                                    | 1                                                                                    | 1                                                                                    | 1                                                                                    | 1                                                                                    | 1                                                                                    | 1                                                                                    | 1                                                                                    | 1                                                                                    | 2                                                                                    | 1                                                                                    | 1                                                                                    | 2                                                                                    | 2                                                                                    | 1                                                                                    | 2                                                                                    | 1                                                                                    | 2                                                                                    | 2                                                                                    | 2                                                                                    | 3                                                                                    | 4                                                                                    | 1                                                                                    | 1                                                                                    | 2                                                                                    | 2                                                                                    | 2                                                                                    | 2                                                                                    | 1                                                                                    | 2                                                                                    | 4                                                                                    | 2                                                                                    | 1                                                                                    |
| «Дніпро» (Дніпро)                                                                    | 3                                                                                    | 2                                                                                    | 4                                                                                    | 3                                                                                    | 3                                                                                    | 4                                                                                    | 4                                                                                    | 12                                                                                   | 11                                                                                   | 3                                                                                    | 6                                                                                    | 4                                                                                    | 3                                                                                    | 4                                                                                    | 6                                                                                    | 4                                                                                    | 4                                                                                    | 6                                                                                    | 4                                                                                    | 4                                                                                    | 4                                                                                    | 4                                                                                    | 2                                                                                    | 3                                                                                    | 3                                                                                    | 11                                                                                   |                                                                                      |                                                                                      |                                                                                      |                                                                                      |                                                                                      |                                                                                      |                                                                                      |                                                                                      |
| СК «Дніпро-1» (Дніпро)                                                               |                                                                                      |                                                                                      |                                                                                      |                                                                                      |                                                                                      |                                                                                      |                                                                                      |                                                                                      |                                                                                      |                                                                                      |                                                                                      |                                                                                      |                                                                                      |                                                                                      |                                                                                      |                                                                                      |                                                                                      |                                                                                      |                                                                                      |                                                                                      |                                                                                      |                                                                                      |                                                                                      |                                                                                      |                                                                                      |                                                                                      |                                                                                      |                                                                                      | 7                                                                                    | 7                                                                                    | 3                                                                                    | 2                                                                                    | 4                                                                                    |                                                                                      |
| «Зірка» (Кропивницький)                                                              |                                                                                      |                                                                                      |                                                                                      |                                                                                      | 6                                                                                    | 10                                                                                   | 11                                                                                   | 11                                                                                   | 16                                                                                   |                                                                                      |                                                                                      |                                                                                      | 16                                                                                   |                                                                                      |                                                                                      |                                                                                      |                                                                                      |                                                                                      |                                                                                      |                                                                                      |                                                                                      |                                                                                      |                                                                                      |                                                                                      |                                                                                      | 9                                                                                    | 10                                                                                   |                                                                                      |                                                                                      |                                                                                      |                                                                                      |                                                                                      |                                                                                      |                                                                                      |
| «Зоря» (Луганськ)                                                                    | 12                                                                                   | 15                                                                                   | 14                                                                                   | 16                                                                                   | 18                                                                                   |                                                                                      |                                                                                      |                                                                                      |                                                                                      |                                                                                      |                                                                                      |                                                                                      |                                                                                      |                                                                                      |                                                                                      | 11                                                                                   | 11                                                                                   | 13                                                                                   | 13                                                                                   | 12                                                                                   | 13                                                                                   | 10                                                                                   | 7                                                                                    | 4                                                                                    | 4                                                                                    | 3                                                                                    | 4                                                                                    | 5                                                                                    | 3                                                                                    | 3                                                                                    | 4                                                                                    | 3                                                                                    | 10                                                                                   | 7                                                                                    |
| «Інгулець» (Петрове)                                                                 |                                                                                      |                                                                                      |                                                                                      |                                                                                      |                                                                                      |                                                                                      |                                                                                      |                                                                                      |                                                                                      |                                                                                      |                                                                                      |                                                                                      |                                                                                      |                                                                                      |                                                                                      |                                                                                      |                                                                                      |                                                                                      |                                                                                      |                                                                                      |                                                                                      |                                                                                      |                                                                                      |                                                                                      |                                                                                      |                                                                                      |                                                                                      |                                                                                      |                                                                                      | 12                                                                                   | 14                                                                                   | 14                                                                                   |                                                                                      | 15                                                                                   |
| «Карпати» (Львів, 1963)                                                              | 13                                                                                   | 6                                                                                    | 5                                                                                    | 8                                                                                    | 8                                                                                    | 5                                                                                    | 3                                                                                    | 4                                                                                    | 9                                                                                    | 10                                                                                   | 8                                                                                    | 7                                                                                    | 15                                                                                   |                                                                                      |                                                                                      | 8                                                                                    | 10                                                                                   | 9                                                                                    | 5                                                                                    | 5                                                                                    | 14                                                                                   | 14                                                                                   | 11                                                                                   | 13                                                                                   | 8                                                                                    | 10                                                                                   | 8                                                                                    | 10                                                                                   | 12                                                                                   |                                                                                      |                                                                                      |                                                                                      |                                                                                      |                                                                                      |
| «Карпати» (Львів, 2020)                                                              |                                                                                      |                                                                                      |                                                                                      |                                                                                      |                                                                                      |                                                                                      |                                                                                      |                                                                                      |                                                                                      |                                                                                      |                                                                                      |                                                                                      |                                                                                      |                                                                                      |                                                                                      |                                                                                      |                                                                                      |                                                                                      |                                                                                      |                                                                                      |                                                                                      |                                                                                      |                                                                                      |                                                                                      |                                                                                      |                                                                                      |                                                                                      |                                                                                      |                                                                                      |                                                                                      |                                                                                      |                                                                                      |                                                                                      | 6                                                                                    |
| «Колос» (Ковалівка)                                                                  |                                                                                      |                                                                                      |                                                                                      |                                                                                      |                                                                                      |                                                                                      |                                                                                      |                                                                                      |                                                                                      |                                                                                      |                                                                                      |                                                                                      |                                                                                      |                                                                                      |                                                                                      |                                                                                      |                                                                                      |                                                                                      |                                                                                      |                                                                                      |                                                                                      |                                                                                      |                                                                                      |                                                                                      |                                                                                      |                                                                                      |                                                                                      |                                                                                      | 6                                                                                    | 4                                                                                    | 8                                                                                    | 8                                                                                    | 11                                                                                   | 10                                                                                   |
| «Кремінь» (Кременчук)                                                                | 14                                                                                   | 9                                                                                    | 15                                                                                   | 10                                                                                   | 9                                                                                    | 15                                                                                   |                                                                                      |                                                                                      |                                                                                      |                                                                                      |                                                                                      |                                                                                      |                                                                                      |                                                                                      |                                                                                      |                                                                                      |                                                                                      |                                                                                      |                                                                                      |                                                                                      |                                                                                      |                                                                                      |                                                                                      |                                                                                      |                                                                                      |                                                                                      |                                                                                      |                                                                                      |                                                                                      |                                                                                      |                                                                                      |                                                                                      |                                                                                      |                                                                                      |
| «Кривбас» (Кривий Ріг)                                                               |                                                                                      | 8                                                                                    | 6                                                                                    | 6                                                                                    | 14                                                                                   | 12                                                                                   | 8                                                                                    | 3                                                                                    | 3                                                                                    | 11                                                                                   | 9                                                                                    | 12                                                                                   | 10                                                                                   | 13                                                                                   | 14                                                                                   | 10                                                                                   | 13                                                                                   | 12                                                                                   | 14                                                                                   | 13                                                                                   | 10                                                                                   | 7                                                                                    |                                                                                      |                                                                                      |                                                                                      |                                                                                      |                                                                                      |                                                                                      |                                                                                      |                                                                                      |                                                                                      | 7                                                                                    | 3                                                                                    | 5                                                                                    |
| «Лівий берег»                                                                        |                                                                                      |                                                                                      |                                                                                      |                                                                                      |                                                                                      |                                                                                      |                                                                                      |                                                                                      |                                                                                      |                                                                                      |                                                                                      |                                                                                      |                                                                                      |                                                                                      |                                                                                      |                                                                                      |                                                                                      |                                                                                      |                                                                                      |                                                                                      |                                                                                      |                                                                                      |                                                                                      |                                                                                      |                                                                                      |                                                                                      |                                                                                      |                                                                                      |                                                                                      |                                                                                      |                                                                                      |                                                                                      |                                                                                      | 14                                                                                   |
| ЛНЗ                                                                                  |                                                                                      |                                                                                      |                                                                                      |                                                                                      |                                                                                      |                                                                                      |                                                                                      |                                                                                      |                                                                                      |                                                                                      |                                                                                      |                                                                                      |                                                                                      |                                                                                      |                                                                                      |                                                                                      |                                                                                      |                                                                                      |                                                                                      |                                                                                      |                                                                                      |                                                                                      |                                                                                      |                                                                                      |                                                                                      |                                                                                      |                                                                                      |                                                                                      |                                                                                      |                                                                                      |                                                                                      |                                                                                      | 7                                                                                    | 12                                                                                   |
| ФК «Львів» (Львів)                                                                   |                                                                                      |                                                                                      |                                                                                      |                                                                                      |                                                                                      |                                                                                      |                                                                                      |                                                                                      |                                                                                      |                                                                                      |                                                                                      |                                                                                      |                                                                                      |                                                                                      |                                                                                      |                                                                                      |                                                                                      | 15                                                                                   |                                                                                      |                                                                                      |                                                                                      |                                                                                      |                                                                                      |                                                                                      |                                                                                      |                                                                                      |                                                                                      | 6                                                                                    | 11                                                                                   | 8                                                                                    | 12                                                                                   | 16                                                                                   |                                                                                      |                                                                                      |
| ФК «Маріуполь» (Маріуполь)                                                           |                                                                                      |                                                                                      |                                                                                      |                                                                                      |                                                                                      |                                                                                      | 14                                                                                   | 5                                                                                    | 8                                                                                    | 4                                                                                    | 10                                                                                   | 10                                                                                   | 8                                                                                    | 5                                                                                    | 4                                                                                    | 15                                                                                   |                                                                                      | 14                                                                                   | 12                                                                                   | 14                                                                                   | 11                                                                                   | 9                                                                                    | 10                                                                                   | 14                                                                                   |                                                                                      |                                                                                      | 5                                                                                    | 4                                                                                    | 8                                                                                    | 11                                                                                   | 16                                                                                   |                                                                                      |                                                                                      |                                                                                      |
| «Металіст» (Харків, 1925)                                                            | 6                                                                                    | 5                                                                                    | 18                                                                                   |                                                                                      |                                                                                      |                                                                                      |                                                                                      | 6                                                                                    | 5                                                                                    | 9                                                                                    | 5                                                                                    | 16                                                                                   |                                                                                      | 11                                                                                   | 5                                                                                    | 3                                                                                    | 3                                                                                    | 3                                                                                    | 3                                                                                    | 3                                                                                    | 3                                                                                    | 2                                                                                    | 3                                                                                    | 6                                                                                    | 10                                                                                   |                                                                                      |                                                                                      |                                                                                      |                                                                                      |                                                                                      |                                                                                      |                                                                                      |                                                                                      |                                                                                      |
| «Металіст» (Харків, 2019)                                                            |                                                                                      |                                                                                      |                                                                                      |                                                                                      |                                                                                      |                                                                                      |                                                                                      |                                                                                      |                                                                                      |                                                                                      |                                                                                      |                                                                                      |                                                                                      |                                                                                      |                                                                                      |                                                                                      |                                                                                      |                                                                                      |                                                                                      |                                                                                      |                                                                                      |                                                                                      |                                                                                      |                                                                                      |                                                                                      |                                                                                      |                                                                                      |                                                                                      |                                                                                      |                                                                                      |                                                                                      | 15                                                                                   |                                                                                      |                                                                                      |
| «Металіст 1925» (Харків)                                                             |                                                                                      |                                                                                      |                                                                                      |                                                                                      |                                                                                      |                                                                                      |                                                                                      |                                                                                      |                                                                                      |                                                                                      |                                                                                      |                                                                                      |                                                                                      |                                                                                      |                                                                                      |                                                                                      |                                                                                      |                                                                                      |                                                                                      |                                                                                      |                                                                                      |                                                                                      |                                                                                      |                                                                                      |                                                                                      |                                                                                      |                                                                                      |                                                                                      |                                                                                      |                                                                                      | 10                                                                                   | 12                                                                                   | 16                                                                                   |                                                                                      |
| «Металург» (Донецьк)                                                                 |                                                                                      |                                                                                      |                                                                                      |                                                                                      |                                                                                      |                                                                                      | 7                                                                                    | 14                                                                                   | 7                                                                                    | 5                                                                                    | 3                                                                                    | 3                                                                                    | 4                                                                                    | 3                                                                                    | 9                                                                                    | 9                                                                                    | 12                                                                                   | 4                                                                                    | 8                                                                                    | 8                                                                                    | 7                                                                                    | 5                                                                                    | 6                                                                                    | 8                                                                                    |                                                                                      |                                                                                      |                                                                                      |                                                                                      |                                                                                      |                                                                                      |                                                                                      |                                                                                      |                                                                                      |                                                                                      |
| «Металург» (Запоріжжя)                                                               | 11                                                                                   | 7                                                                                    | 16                                                                                   | 9                                                                                    | 5                                                                                    | 8                                                                                    | 9                                                                                    | 8                                                                                    | 6                                                                                    | 8                                                                                    | 4                                                                                    | 15                                                                                   | 11                                                                                   | 10                                                                                   | 8                                                                                    | 7                                                                                    | 9                                                                                    | 7                                                                                    | 9                                                                                    | 16                                                                                   |                                                                                      | 16                                                                                   | 14                                                                                   | 9                                                                                    | 14                                                                                   |                                                                                      |                                                                                      |                                                                                      |                                                                                      |                                                                                      |                                                                                      |                                                                                      |                                                                                      |                                                                                      |
| СК «Миколаїв» (Миколаїв)                                                             | 18                                                                                   |                                                                                      |                                                                                      | 13                                                                                   | 16                                                                                   |                                                                                      |                                                                                      | 16                                                                                   |                                                                                      |                                                                                      |                                                                                      |                                                                                      |                                                                                      |                                                                                      |                                                                                      |                                                                                      |                                                                                      |                                                                                      |                                                                                      |                                                                                      |                                                                                      |                                                                                      |                                                                                      |                                                                                      |                                                                                      |                                                                                      |                                                                                      |                                                                                      |                                                                                      |                                                                                      |                                                                                      |                                                                                      |                                                                                      |                                                                                      |
| ФК «Минай» (Минай)                                                                   |                                                                                      |                                                                                      |                                                                                      |                                                                                      |                                                                                      |                                                                                      |                                                                                      |                                                                                      |                                                                                      |                                                                                      |                                                                                      |                                                                                      |                                                                                      |                                                                                      |                                                                                      |                                                                                      |                                                                                      |                                                                                      |                                                                                      |                                                                                      |                                                                                      |                                                                                      |                                                                                      |                                                                                      |                                                                                      |                                                                                      |                                                                                      |                                                                                      |                                                                                      | 14                                                                                   | 15                                                                                   | 10                                                                                   | 15                                                                                   |                                                                                      |
| «Нафтовик-Укрнафта» (Охтирка)                                                        | 16                                                                                   |                                                                                      |                                                                                      |                                                                                      |                                                                                      |                                                                                      |                                                                                      |                                                                                      |                                                                                      |                                                                                      |                                                                                      |                                                                                      |                                                                                      |                                                                                      |                                                                                      |                                                                                      | 15                                                                                   |                                                                                      |                                                                                      |                                                                                      |                                                                                      |                                                                                      |                                                                                      |                                                                                      |                                                                                      |                                                                                      |                                                                                      |                                                                                      |                                                                                      |                                                                                      |                                                                                      |                                                                                      |                                                                                      |                                                                                      |
| «Нива» (Вінниця)                                                                     | 15                                                                                   |                                                                                      | 10                                                                                   | 14                                                                                   | 15                                                                                   | 16                                                                                   |                                                                                      |                                                                                      |                                                                                      |                                                                                      |                                                                                      |                                                                                      |                                                                                      |                                                                                      |                                                                                      |                                                                                      |                                                                                      |                                                                                      |                                                                                      |                                                                                      |                                                                                      |                                                                                      |                                                                                      |                                                                                      |                                                                                      |                                                                                      |                                                                                      |                                                                                      |                                                                                      |                                                                                      |                                                                                      |                                                                                      |                                                                                      |                                                                                      |
| «Нива» (Тернопіль)                                                                   | 7                                                                                    | 14                                                                                   | 7                                                                                    | 12                                                                                   | 13                                                                                   | 9                                                                                    | 6                                                                                    | 13                                                                                   | 12                                                                                   | 14                                                                                   |                                                                                      |                                                                                      |                                                                                      |                                                                                      |                                                                                      |                                                                                      |                                                                                      |                                                                                      |                                                                                      |                                                                                      |                                                                                      |                                                                                      |                                                                                      |                                                                                      |                                                                                      |                                                                                      |                                                                                      |                                                                                      |                                                                                      |                                                                                      |                                                                                      |                                                                                      |                                                                                      |                                                                                      |
| «Оболонь» (Київ, 1992)                                                               |                                                                                      |                                                                                      |                                                                                      |                                                                                      |                                                                                      |                                                                                      |                                                                                      |                                                                                      |                                                                                      |                                                                                      |                                                                                      | 14                                                                                   | 6                                                                                    | 15                                                                                   |                                                                                      |                                                                                      |                                                                                      |                                                                                      | 11                                                                                   | 10                                                                                   | 15                                                                                   |                                                                                      |                                                                                      |                                                                                      |                                                                                      |                                                                                      |                                                                                      |                                                                                      |                                                                                      |                                                                                      |                                                                                      |                                                                                      |                                                                                      |                                                                                      |
| «Оболонь» (Київ, 2013)                                                               |                                                                                      |                                                                                      |                                                                                      |                                                                                      |                                                                                      |                                                                                      |                                                                                      |                                                                                      |                                                                                      |                                                                                      |                                                                                      |                                                                                      |                                                                                      |                                                                                      |                                                                                      |                                                                                      |                                                                                      |                                                                                      |                                                                                      |                                                                                      |                                                                                      |                                                                                      |                                                                                      |                                                                                      |                                                                                      |                                                                                      |                                                                                      |                                                                                      |                                                                                      |                                                                                      |                                                                                      |                                                                                      | 14                                                                                   | 11                                                                                   |
| СК «Одеса» (Одеса)                                                                   | 20                                                                                   |                                                                                      |                                                                                      |                                                                                      |                                                                                      |                                                                                      |                                                                                      |                                                                                      |                                                                                      |                                                                                      |                                                                                      |                                                                                      |                                                                                      |                                                                                      |                                                                                      |                                                                                      |                                                                                      |                                                                                      |                                                                                      |                                                                                      |                                                                                      |                                                                                      |                                                                                      |                                                                                      |                                                                                      |                                                                                      |                                                                                      |                                                                                      |                                                                                      |                                                                                      |                                                                                      |                                                                                      |                                                                                      |                                                                                      |
| ФК «Олександрія» (Олександрія)                                                       |                                                                                      |                                                                                      |                                                                                      |                                                                                      |                                                                                      |                                                                                      |                                                                                      |                                                                                      |                                                                                      |                                                                                      | 13                                                                                   | 13                                                                                   |                                                                                      |                                                                                      |                                                                                      |                                                                                      |                                                                                      |                                                                                      |                                                                                      |                                                                                      | 16                                                                                   |                                                                                      |                                                                                      |                                                                                      | 6                                                                                    | 5                                                                                    | 7                                                                                    | 3                                                                                    | 5                                                                                    | 9                                                                                    | 6                                                                                    | 6                                                                                    | 8                                                                                    | 2                                                                                    |
| «Олімпік» (Донецьк)                                                                  |                                                                                      |                                                                                      |                                                                                      |                                                                                      |                                                                                      |                                                                                      |                                                                                      |                                                                                      |                                                                                      |                                                                                      |                                                                                      |                                                                                      |                                                                                      |                                                                                      |                                                                                      |                                                                                      |                                                                                      |                                                                                      |                                                                                      |                                                                                      |                                                                                      |                                                                                      |                                                                                      | 10                                                                                   | 9                                                                                    | 4                                                                                    | 9                                                                                    | 9                                                                                    | 9                                                                                    | 13                                                                                   |                                                                                      |                                                                                      |                                                                                      |                                                                                      |
| «Полісся»                                                                            |                                                                                      |                                                                                      |                                                                                      |                                                                                      |                                                                                      |                                                                                      |                                                                                      |                                                                                      |                                                                                      |                                                                                      |                                                                                      |                                                                                      |                                                                                      |                                                                                      |                                                                                      |                                                                                      |                                                                                      |                                                                                      |                                                                                      |                                                                                      |                                                                                      |                                                                                      |                                                                                      |                                                                                      |                                                                                      |                                                                                      |                                                                                      |                                                                                      |                                                                                      |                                                                                      |                                                                                      |                                                                                      | 5                                                                                    | 4                                                                                    |
| «Прикарпаття» (Івано-Франківськ)                                                     | 17                                                                                   |                                                                                      |                                                                                      | 11                                                                                   | 11                                                                                   | 13                                                                                   | 13                                                                                   | 15                                                                                   | 14                                                                                   |                                                                                      |                                                                                      |                                                                                      |                                                                                      |                                                                                      |                                                                                      |                                                                                      |                                                                                      |                                                                                      |                                                                                      |                                                                                      |                                                                                      |                                                                                      |                                                                                      |                                                                                      |                                                                                      |                                                                                      |                                                                                      |                                                                                      |                                                                                      |                                                                                      |                                                                                      |                                                                                      |                                                                                      |                                                                                      |
| «Рух» (Львів)                                                                        |                                                                                      |                                                                                      |                                                                                      |                                                                                      |                                                                                      |                                                                                      |                                                                                      |                                                                                      |                                                                                      |                                                                                      |                                                                                      |                                                                                      |                                                                                      |                                                                                      |                                                                                      |                                                                                      |                                                                                      |                                                                                      |                                                                                      |                                                                                      |                                                                                      |                                                                                      |                                                                                      |                                                                                      |                                                                                      |                                                                                      |                                                                                      |                                                                                      |                                                                                      | 10                                                                                   | 11                                                                                   | 11                                                                                   | 6                                                                                    | 8                                                                                    |
| ФК «Севастополь» (Севастополь)                                                       |                                                                                      |                                                                                      |                                                                                      |                                                                                      |                                                                                      |                                                                                      |                                                                                      |                                                                                      |                                                                                      |                                                                                      |                                                                                      |                                                                                      |                                                                                      |                                                                                      |                                                                                      |                                                                                      |                                                                                      |                                                                                      |                                                                                      | 15                                                                                   |                                                                                      |                                                                                      | 9                                                                                    |                                                                                      |                                                                                      |                                                                                      |                                                                                      |                                                                                      |                                                                                      |                                                                                      |                                                                                      |                                                                                      |                                                                                      |                                                                                      |
| «Сталь» (Алчевськ)                                                                   |                                                                                      |                                                                                      |                                                                                      |                                                                                      |                                                                                      |                                                                                      |                                                                                      |                                                                                      |                                                                                      | 13                                                                                   |                                                                                      |                                                                                      |                                                                                      |                                                                                      | 11                                                                                   | 16                                                                                   |                                                                                      |                                                                                      |                                                                                      |                                                                                      |                                                                                      |                                                                                      |                                                                                      |                                                                                      |                                                                                      |                                                                                      |                                                                                      |                                                                                      |                                                                                      |                                                                                      |                                                                                      |                                                                                      |                                                                                      |                                                                                      |
| «Сталь» (Кам'янське)                                                                 |                                                                                      |                                                                                      |                                                                                      |                                                                                      |                                                                                      |                                                                                      |                                                                                      |                                                                                      |                                                                                      |                                                                                      |                                                                                      |                                                                                      |                                                                                      |                                                                                      |                                                                                      |                                                                                      |                                                                                      |                                                                                      |                                                                                      |                                                                                      |                                                                                      |                                                                                      |                                                                                      |                                                                                      | 7                                                                                    | 8                                                                                    | 12                                                                                   |                                                                                      |                                                                                      |                                                                                      |                                                                                      |                                                                                      |                                                                                      |                                                                                      |
| «Таврія» (Сімферополь)                                                               | 1                                                                                    | 10                                                                                   | 8                                                                                    | 5                                                                                    | 12                                                                                   | 6                                                                                    | 12                                                                                   | 9                                                                                    | 13                                                                                   | 7                                                                                    | 7                                                                                    | 9                                                                                    | 12                                                                                   | 7                                                                                    | 7                                                                                    | 5                                                                                    | 5                                                                                    | 8                                                                                    | 6                                                                                    | 7                                                                                    | 6                                                                                    | 11                                                                                   | 15                                                                                   |                                                                                      |                                                                                      |                                                                                      |                                                                                      |                                                                                      |                                                                                      |                                                                                      |                                                                                      |                                                                                      |                                                                                      |                                                                                      |
| «Темп» (Шепетівка)                                                                   | 19                                                                                   |                                                                                      | 9                                                                                    | 17                                                                                   |                                                                                      |                                                                                      |                                                                                      |                                                                                      |                                                                                      |                                                                                      |                                                                                      |                                                                                      |                                                                                      |                                                                                      |                                                                                      |                                                                                      |                                                                                      |                                                                                      |                                                                                      |                                                                                      |                                                                                      |                                                                                      |                                                                                      |                                                                                      |                                                                                      |                                                                                      |                                                                                      |                                                                                      |                                                                                      |                                                                                      |                                                                                      |                                                                                      |                                                                                      |                                                                                      |
| «Торпедо» (Запоріжжя)                                                                | 8                                                                                    | 13                                                                                   | 13                                                                                   | 7                                                                                    | 7                                                                                    | 14                                                                                   | 16                                                                                   |                                                                                      |                                                                                      |                                                                                      |                                                                                      |                                                                                      |                                                                                      |                                                                                      |                                                                                      |                                                                                      |                                                                                      |                                                                                      |                                                                                      |                                                                                      |                                                                                      |                                                                                      |                                                                                      |                                                                                      |                                                                                      |                                                                                      |                                                                                      |                                                                                      |                                                                                      |                                                                                      |                                                                                      |                                                                                      |                                                                                      |                                                                                      |
| ФК «Харків» (Харків)                                                                 |                                                                                      |                                                                                      |                                                                                      |                                                                                      |                                                                                      |                                                                                      |                                                                                      |                                                                                      |                                                                                      |                                                                                      |                                                                                      |                                                                                      |                                                                                      |                                                                                      | 13                                                                                   | 12                                                                                   | 14                                                                                   | 16                                                                                   |                                                                                      |                                                                                      |                                                                                      |                                                                                      |                                                                                      |                                                                                      |                                                                                      |                                                                                      |                                                                                      |                                                                                      |                                                                                      |                                                                                      |                                                                                      |                                                                                      |                                                                                      |                                                                                      |
| ЦСКА (Київ)                                                                          |                                                                                      |                                                                                      |                                                                                      |                                                                                      | 4                                                                                    | 11                                                                                   | 10                                                                                   | 7                                                                                    | 10                                                                                   | 6                                                                                    |                                                                                      |                                                                                      |                                                                                      |                                                                                      |                                                                                      |                                                                                      |                                                                                      |                                                                                      |                                                                                      |                                                                                      |                                                                                      |                                                                                      |                                                                                      |                                                                                      |                                                                                      |                                                                                      |                                                                                      |                                                                                      |                                                                                      |                                                                                      |                                                                                      |                                                                                      |                                                                                      |                                                                                      |
| «Чорноморець» (Одеса)                                                                | 5                                                                                    | 3                                                                                    | 3                                                                                    | 2                                                                                    | 2                                                                                    | 7                                                                                    | 15                                                                                   |                                                                                      | 15                                                                                   |                                                                                      |                                                                                      | 8                                                                                    | 5                                                                                    | 6                                                                                    | 3                                                                                    | 6                                                                                    | 7                                                                                    | 10                                                                                   | 15                                                                                   |                                                                                      | 9                                                                                    | 6                                                                                    | 5                                                                                    | 11                                                                                   | 11                                                                                   | 6                                                                                    | 11                                                                                   | 11                                                                                   |                                                                                      |                                                                                      | 13                                                                                   | 9                                                                                    | 12                                                                                   | 16                                                                                   |
| «Шахтар» (Донецьк)                                                                   | 4                                                                                    | 4                                                                                    | 2                                                                                    | 4                                                                                    | 10                                                                                   | 2                                                                                    | 2                                                                                    | 2                                                                                    | 2                                                                                    | 2                                                                                    | 1                                                                                    | 2                                                                                    | 2                                                                                    | 1                                                                                    | 1                                                                                    | 2                                                                                    | 1                                                                                    | 2                                                                                    | 1                                                                                    | 1                                                                                    | 1                                                                                    | 1                                                                                    | 1                                                                                    | 2                                                                                    | 2                                                                                    | 1                                                                                    | 1                                                                                    | 1                                                                                    | 1                                                                                    | 2                                                                                    | 1                                                                                    | 1                                                                                    | 1                                                                                    | 3                                                                                    |

### Підсумкові турнірні таблиці всіх чемпіонатів
Вища ліга + Прем'єр-ліга
Підсумкова таблиця вищої ліги та Прем'єр-ліги станом на кінець сезону 2023/24.
У таблиці враховані матчі за 1–2 і 3–4 місця 1992 року, «золотий» матч 2006 року та матчі за учаcть у Лізі Європи у сезоні 2019/20.
| М  | Команда             | Нас. пункт       | У  | І   | В   | Н   | П   | МЗ   | МП  | РМ   | О    | Примітка                                                      |
| -- | ------------------- | ---------------- | -- | --- | --- | --- | --- | ---- | --- | ---- | ---- | ------------------------------------------------------------- |
| 1  | «Динамо»            | Київ             | 33 | 966 | 702 | 162 | 102 | 2073 | 649 | 1424 | 2214 |                                                               |
| 2  | «Шахтар»            | Донецьк          | 33 | 966 | 678 | 166 | 122 | 2062 | 709 | 1353 | 2156 |                                                               |
| 3  | «Дніпро»            | Дніпро           | 26 | 765 | 379 | 199 | 187 | 1127 | 718 | 409  | 1267 |                                                               |
| 4  | «Ворскла»           | Полтава          | 28 | 814 | 282 | 216 | 316 | 889  | 972 | -83  | 1062 | Команда також виступала під назвою «Ворскла-Нафтогаз»         |
| 5  | «Чорноморець»       | Одеса            | 27 | 793 | 278 | 193 | 312 | 888  | 962 | -74  | 1005 |                                                               |
| 6  | «Карпати» (1963)    | Львів            | 27 | 800 | 255 | 227 | 318 | 872  | 999 | -127 | 946  |                                                               |
| 7  | «Металіст» (1925)   | Харків           | 20 | 573 | 253 | 144 | 176 | 751  | 664 | 87   | 877  |                                                               |
| 8  | «Кривбас»           | Кривий Ріг       | 23 | 694 | 230 | 184 | 280 | 710  | 846 | -136 | 852  |                                                               |
| 9  | «Зоря»              | Луганськ         | 23 | 672 | 242 | 150 | 280 | 792  | 921 | -129 | 850  | Команда також виступала під назвою «Зоря-МАЛС»                |
| 10 | «Таврія»            | Сімферополь      | 23 | 681 | 237 | 170 | 274 | 795  | 873 | -78  | 843  |                                                               |
| 11 | «Металург»          | Запоріжжя        | 24 | 702 | 206 | 173 | 323 | 699  | 949 | -250 | 766  |                                                               |
| 12 | «Металург»          | Донецьк          | 18 | 526 | 203 | 142 | 181 | 655  | 623 | 32   | 745  |                                                               |
| 13 | «Маріуполь»         | Маріуполь        | 22 | 638 | 197 | 153 | 288 | 715  | 932 | -217 | 744  | Команда також виступала під назвою «Металург» та «Іллічівець» |
| 14 | «Арсенал»           | Київ             | 13 | 388 | 128 | 103 | 157 | 446  | 484 | -38  | 487  |                                                               |
| 15 | «Волинь»            | Луцьк            | 16 | 472 | 140 | 102 | 230 | 472  | 710 | -238 | 458  | Команда також виступала під назвою СК «Волинь-1»              |
| 16 | «Олександрія»       | Олександрія      | 12 | 345 | 107 | 106 | 132 | 387  | 452 | -65  | 427  | Команда також виступала під назвою «Поліграфтехніка»          |
| 17 | «Нива»              | Тернопіль        | 10 | 296 | 93  | 62  | 141 | 319  | 388 | -69  | 312  |                                                               |
| 18 | ЦСКА                | Київ             | 6  | 180 | 63  | 53  | 64  | 208  | 191 | 17   | 242  | Враховані виступи «ЦСКА-Борисфена»                            |
| 19 | «Зірка»             | Кропивницький    | 8  | 248 | 62  | 58  | 128 | 209  | 368 | -159 | 241  | Команда також виступала під назвою «Зірка-НІБАС»              |
| 20 | «Дніпро-1»          | Дніпро           | 5  | 137 | 71  | 25  | 41  | 215  | 155 | 60   | 238  |                                                               |
| 21 | «Олімпік»           | Донецьк          | 7  | 206 | 56  | 55  | 95  | 21   | 324 | -114 | 223  |                                                               |
| 22 | «Прикарпаття»       | Івано-Франківськ | 7  | 206 | 55  | 52  | 99  | 215  | 315 | -100 | 214  |                                                               |
| 23 | «Торпедо»           | Запоріжжя        | 7  | 210 | 64  | 42  | 104 | 214  | 315 | -101 | 210  |                                                               |
| 24 | «Верес»             | Рівне            | 7  | 208 | 54  | 61  | 93  | 198  | 282 | -84  | 204  |                                                               |
| 25 | «Кремінь»           | Кременчук        | 6  | 180 | 54  | 40  | 86  | 182  | 269 | -87  | 181  |                                                               |
| 26 | «Говерла»           | Ужгород          | 9  | 256 | 41  | 64  | 151 | 187  | 421 | -234 | 178  | Команда також виступала під назвою «Закарпаття»               |
| 27 | «Оболонь» (1992)    | Київ             | 6  | 180 | 44  | 44  | 92  | 153  | 253 | -100 | 176  |                                                               |
| 28 | «Колос»             | Ковалівка        | 5  | 138 | 46  | 33  | 59  | 133  | 176 | -43  | 171  |                                                               |
| 29 | «Десна»             | Чернігів         | 4  | 108 | 46  | 22  | 40  | 154  | 133 | 21   | 160  |                                                               |
| 30 | «Львів»             | Львів            | 6  | 168 | 34  | 41  | 93  | 131  | 269 | -138 | 143  |                                                               |
| 31 | «Нива»              | Вінниця          | 5  | 150 | 42  | 32  | 76  | 140  | 213 | -73  | 141  |                                                               |
| 32 | «Рух»               | Львів            | 4  | 103 | 29  | 40  | 34  | 118  | 128 | -10  | 127  |                                                               |
| 33 | «Харків»            | Харків           | 4  | 120 | 25  | 33  | 62  | 94   | 156 | -62  | 105  |                                                               |
| 34 | «Миколаїв»          | Миколаїв         | 4  | 116 | 26  | 23  | 67  | 100  | 208 | -108 | 98   | Команда також виступала під назвою «Евіс»                     |
| 35 | «Сталь»             | Кам'янське       | 3  | 90  | 24  | 24  | 42  | 72   | 106 | -34  | 96   |                                                               |
| 36 | «Минай»             | Минай            | 4  | 104 | 19  | 32  | 53  | 80   | 157 | -77  | 89   |                                                               |
| 37 | «Металіст 1925»     | Харків           | 3  | 78  | 17  | 23  | 38  | 72   | 128 | -56  | 74   |                                                               |
| 38 | «Темп»              | Шепетівка        | 3  | 86  | 24  | 16  | 46  | 79   | 113 | -34  | 74   |                                                               |
| 39 | «Сталь»             | Алчевськ         | 3  | 86  | 17  | 21  | 48  | 67   | 126 | -59  | 72   |                                                               |
| 40 | «Інгулець»          | Петрове          | 3  | 73  | 16  | 22  | 35  | 59   | 101 | -42  | 70   |                                                               |
| 41 | «Буковина»          | Чернівці         | 3  | 82  | 23  | 18  | 41  | 69   | 99  | -30  | 64   |                                                               |
| 42 | «Севастополь»       | Севастополь      | 2  | 58  | 17  | 11  | 30  | 58   | 91  | -33  | 62   |                                                               |
| 43 | «Борисфен»          | Бориспіль        | 2  | 60  | 14  | 19  | 27  | 40   | 60  | -20  | 61   |                                                               |
| 44 | «Полісся»           | Житомир          | 1  | 30  | 14  | 8   | 8   | 39   | 30  | 9    | 50   |                                                               |
| 45 | ЛНЗ                 | Черкаси          | 1  | 30  | 11  | 8   | 11  | 31   | 34  | -3   | 41   |                                                               |
| 46 | «Нафтовик-Укрнафта» | Охтирка          | 2  | 48  | 11  | 11  | 26  | 30   | 66  | -16  | 39   | Команда також виступала під назвою «Нафтовик»                 |
| 47 | «Оболонь» (2013)    | Київ             | 1  | 30  | 5   | 11  | 14  | 18   | 41  | -23  | 26   |                                                               |
| 48 | «Металіст» (2019)   | Харків           | 1  | 30  | 5   | 7   | 18  | 27   | 58  | -31  | 22   |                                                               |
| 49 | «Одеса»             | Одеса            | 1  | 18  | 3   | 1   | 14  | 15   | 32  | -17  | 7    | Команда також виступала під назвою СКА                        |

Примітка: у матчі «Металіст» — «Карпати» сезону 2007/08 обом командам зараховані технічні поразки −:−, через це загальна кількість поразок у таблиці більша, ніж кількість перемог.

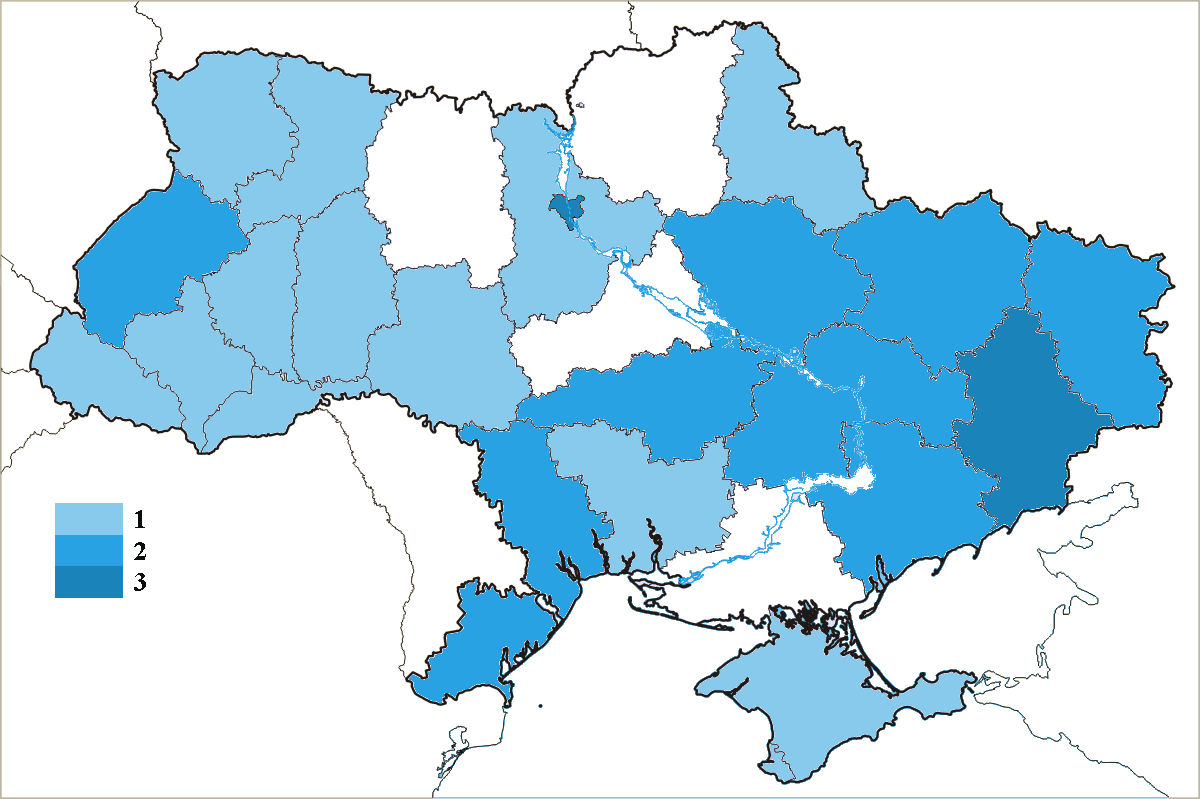
Клуби УПЛ за регіонами України у сезоні 2012-2013

### У міжнародних рейтингах
Починаючи з 1991 року Прем'єр-ліга (Вища ліга) України 15 разів (всього 19 сезонів) входила до щорічного списку 25 найкращих національних першостей у світі за рейтингом Міжнародної федерації футбольної історії та статистики IFFHS у 1992, 1995, 1997, 1998, 2000, 2002, 2003, 2004, 2005, 2006, 2007, 2008, 2009, 2010, 2011 роках, та чотири рази входила до 10 найкращих національних чемпіонатів світу (2005, 2008, 2009, 2010). У рейтингу найкращих національних футбольних ліг 21-го сторіччя за версією цієї організації український чемпіонат займає 18 місце у світі, крім цього чотири рази тренер клубу української першості входив до 10 найкращих клубних тренерів року у світі (Валерій Лобановський — 1997 рік 4 місце, 1998 рік 6 місце, 1999 рік 9 місце, та Мірча Луческу — 2009 рік 5 місце).
У сезоні 2008–2009 клуби української першості набрали найбільшу серед усіх учасників кількість балів в таблиці коефіцієнтів УЄФА, три з яких визначали найкращого в очному протистоянні Кубка УЄФА («Металіст», «Динамо» та «Шахтар») на стадіях 1/8 фіналу та півфіналу, а «Шахтар» вийшов до фіналу 2-го за рівнем континентального змагання і здобув у ньому перемогу.

## Телеканал UPL.TV
Українська Прем’єр-Ліга запустила власний офіційний телеканал UPL.TV у лютому 2024 року. У дебютному сезоні канал транслював більшість матчів чемпіонату наживо, а вже із сезону 2024/25 забезпечив прямі ефіри всіх поєдинків без винятку.

## Трансляція
З весняної частини сезону 2023/2024 українська Прем'єр-ліга запустила новий спортивний канал — UPL.TV, дистрибуцією якого займатиметься 1+1 Media distribution.. В мовленні телеканалу присутні передматчеві та післяматчеві студії, огляди, інтерв’ю з футболістами, тренерами та очільниками українського футболу. Перелік провайдерів, які здійснюють мовлення даного каналу, постійно оновлюється.

#### OTT-платформи
- Megogo
- sweet.tv
- Київстар ТБ
- Setanta Sports
- Vodafone TV
- triolan.tv

#### Супутникове телебачення
- Viasat Україна

#### Міжнародні OTT-платформи
- OneFootball (Весь світ, окрім країн-агресорів)
- PANDA Interactive (США, Канада, Велика Британія)
- GoNet (Чехія + Євросоюз)
- Setanta Sports (Грузія)
- LaLiga+ (Іспанія)